# Манастирлиу, Огерта
Огерта Манастирлиу (алб. Ogerta Manastirliu; род. 31 декабря 1978, Тирана) — албанский политический и государственный деятель. Член Президиума Социалистической партии Албании. Министр здравоохранения и социальной защиты с 13 сентября 2017 года. Депутат Народного собрания Албании с 2017 года.

## Биография
Родилась 31 декабря 1978 года в Тиране, столице Народной Социалистической Республики Албания.
Окончила факультет естественных наук Тиранского университета, где изучала химию.
Работала приглашённым преподавателем на факультете естественных наук Тиранского университета. Получила докторскую степень.
В 2004 году начала работать в муниципалитете Тираны, сначала в Управлении координации проектов. В 2005—2011 годах возглавляла Управление ЖКХ и социального обеспечения. Участвовала в разработке и реализации «Стратегии местного социального жилья».
В 2011—2013 годах работала экспертом по управлению и координации социальной политики и человеческих ресурсов в различных национальных и международных организациях, таких как Фонд ООН в области народонаселения (ЮНФПА), Friedrich-Ebert-Stiftung и другие.
С сентября 2013 года по март 2017 года руководила Университетским госпиталем Матери Терезы (QSUNT) в Тиране.
По результатам парламентских выборов 2017 года избрана депутатом Народного собрания Албании от Социалистической партии Албании в округе Тирана. Переизбрана 25 апреля 2021 года.
13 сентября 2017 года назначена министром здравоохранения и социальной защиты Албании во втором кабинете Рамы. Сохранила должность в третьем кабинете Рамы.